# Micrasterias pseudofurcata
Micrasterias pseudofurcata là một loài Song tinh tảo trong họ Desmidiaceae, thuộc chi Micrasterias.